# Вяземская возвышенность
Вяземская возвышенность  — возвышенность в Европейской части России в Смоленской области. Наивысшая часть Смоленской возвышенности.
Территориально расположена в основном в Вяземском районе Смоленской области. Наивысшая точка: 319,8 метров над уровнем моря у деревни Марьино к северо-западу от Вязьмы, эта точка является наивысшей точкой Смоленской области и Смоленско-Московской возвышенности. 
Возникла до четвертичного периода. Сложена известняками карбона. В большей части перекрыта лёссовидными суглинками. 
Рельеф: крупно-холмисто-грядовый краевых образований с колебанием высот в 20—25 м в виде хорошо выраженных полос, разделённых участками пологоволнистых моренных равнин. 
Возвышенность образует естественный водораздел бассейнов рек Угры, Днепра и Вазузы.
Почвы на возвышенности несколько более плодородные — супесчаные, чем суглинистые на окружающих землях Смоленско-Московской возвышенности.